# برایان بریسی
برایان بریسی (انگلیسی: Bryan Bracey؛ زادهٔ ۵ اوت ۱۹۷۸) بازیکن بسکتبال اهل ایالات متحده آمریکا است.